# Бульб
Бульб или носовой бульб (от фр. bulbe — «луковица») — утолщение на конце чего-либо, позволяющее воспринять повышенные нагрузки основными несущими элементами конструкции. Например, утолщения строительных элементов — ферм, колонн (капитель), балок (вут), опор мостов (бык); в судостроении — эллипсоидное (каплевидное) обтекаемое образование (выступ) подводной части наружной обшивки корпуса судна в носовой оконечности.

## В судостроении

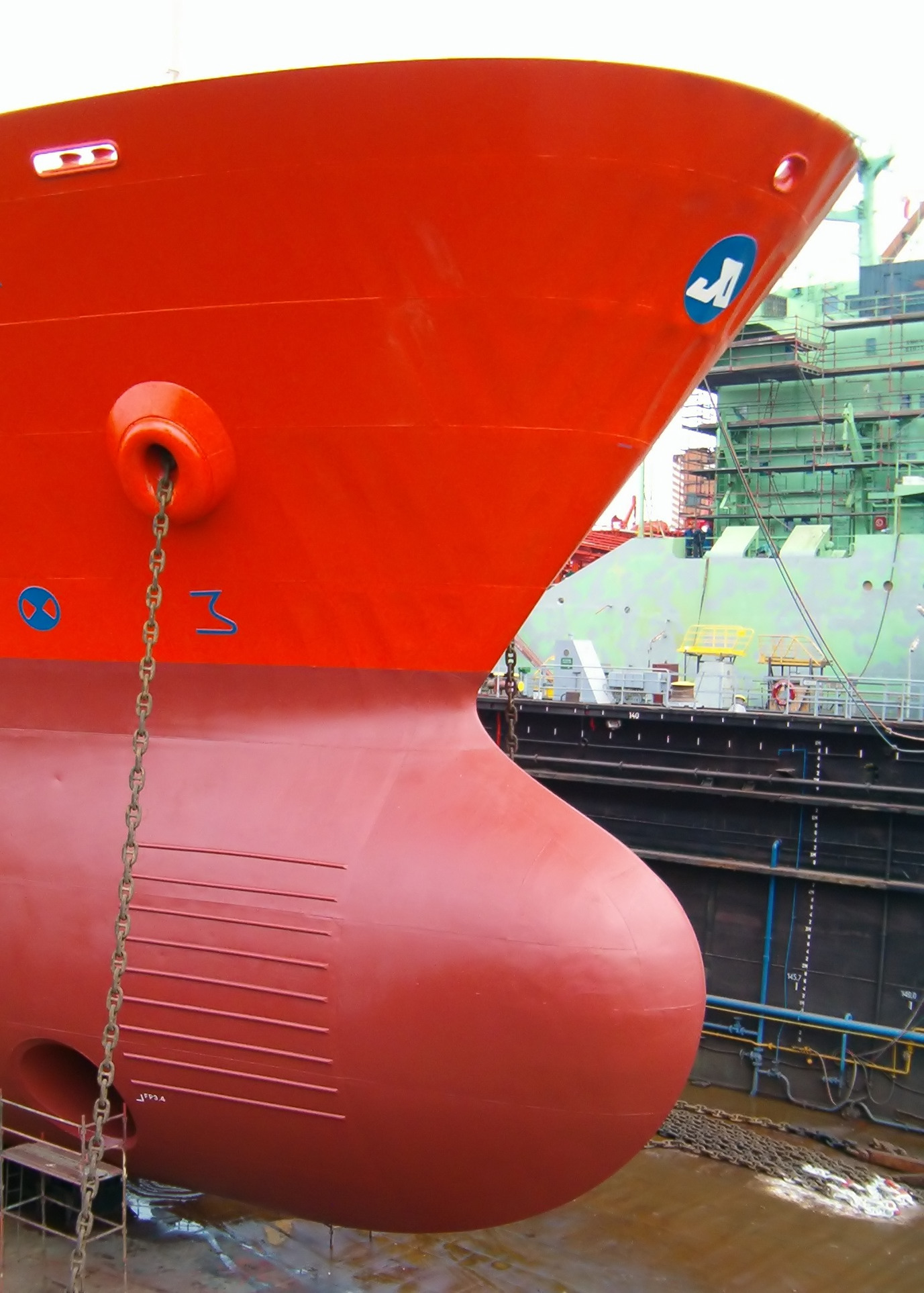
Бульб

Бульб — каплевидное обтекаемое утолщение корпуса в носовой подводной оконечности судна, снижающее волновое сопротивление при движении на тихой воде.
Бульб на больших судах даёт выигрыш, как правило, от 12 до 15% топливной эффективности по сравнению с аналогичными судами без них.
Бульбы оказались наиболее эффективными при соблюдении следующих условий:
- при использовании на корпусах с длиной по ватерлинии более 15 метров;
- для длинных и узких корпусов;
- при скоростях, близких к максимальной скорости судна.

Эти условия сделали применение бульбов стандартом для более или менее крупных морских судов (грузовых и пассажирских), которые обычно эксплуатируют в пределах небольшого диапазона скоростей, близких к максимальным. С другой стороны, их практически не применяют на прогулочных судах, особенно на парусных, которые используют широкий диапазон скоростей.

### Принцип действия

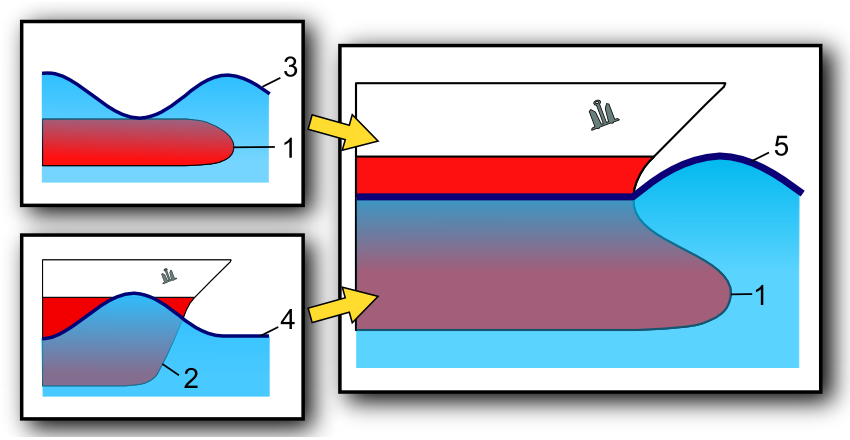
Демонстрация того, как бульбовидный нос влияет на поток воды

### История
Впервые бульб был установлен в США на линкоре «Делавэр», который вступил в строй в 1910 году и был разработан Дэвидом Тэйлором, главным конструктором американского ВМФ. В 1920-х другие страны экспериментировали с бульбом, установив их на немецкие пассажирские лайнеры «Бремен» и «Европа». «Бремену», построенному в 1929 году, удалось завоевать желанную Голубую ленту Атлантики, показав среднюю скорость 27,9 узлов (51,7 км/ч).
В 1935 году французский суперлайнер «Нормандия», в создании которого принимал активное участие русский инженер-эмигрант Владимир Юркевич, смог, сочетая бульб с радикальным изменением формы корпуса, достичь скорости свыше 30 узлов (56 км/ч). В то время «Нормандия» была известна (среди прочего) малой носовой волной. «Нормандия» была больше основного соперника, британского лайнера «Куин Мэри», и достигала эквивалентной скорости, благодаря нетрадиционным бульбу и конструкции корпуса. Однако принципиальная разница заключалась в том, что достижение «Нормандией» равной скорости было при мощности двигателя примерно на 30 % меньше, чем мощность «Куин Мэри», с соответствующим сокращением потребления топлива.
Первые научные труды по этому вопросу были опубликованы в 1950 году. Инженеры начали экспериментировать с бульбами, выяснив, что они могут уменьшить сопротивление примерно на 5%. Эксперименты и уточнение постепенно улучшили геометрию бульба, особенно с применением методов компьютерного моделирования.

### В военно-морском флоте

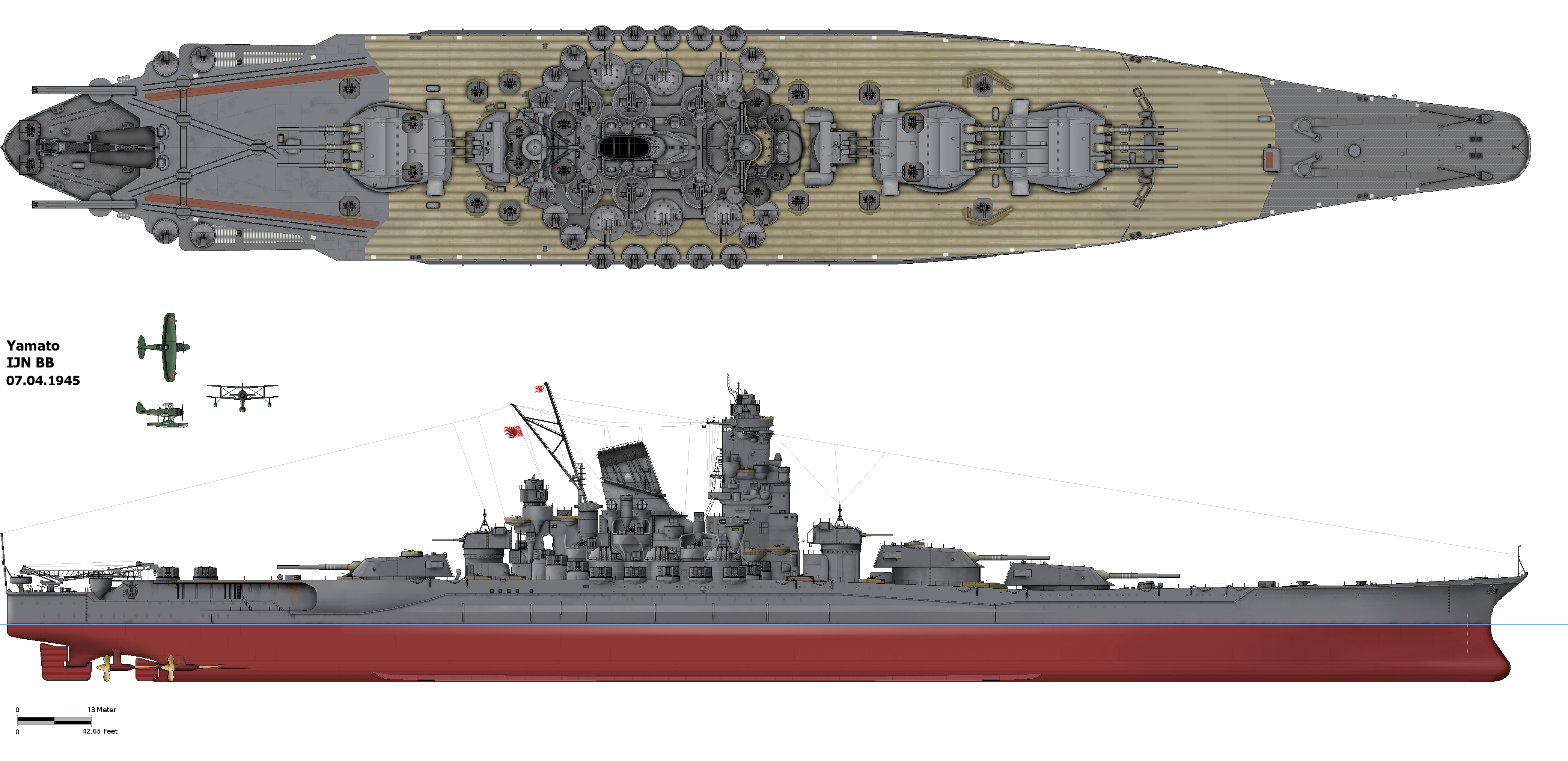
Линкор типа «Ямато», 1945. Схема

Конструкцию бульба развили и использовали в Японии. Некоторые корабли эпохи Второй мировой войны, такие как линкор «Ямато» и лёгкий крейсер «Оёдо», были оснащены бульбами, но японские исследования в этой области не распространились на западный мир, и многие из достижений были утеряны после войны.